# Чудо-женщина: Кровные узы
«Чудо-женщина: Кровные узы» (англ. Wonder Woman: Bloodlines) — американский анимационный фильм о супергероях, снятый в 2019 году, представляет собой 14-ю часть вселенной DC Animated Movie Universe и 36-й фильм в серии DC Universe Animated Original Movies. Фильм был выпущен на цифровых платформах 5 октября 2019 года, на 4K Ultra HD и Blu-ray 22 октября 2019 года. В нём рассказывается о Чудо-женщине, сталкивающейся с врагами прошлого, которые собираются вместе и образуют Villainy Inc.

## Сюжет
Принцесса Диана из Темискиры спасает капитана ВВС Стивена «Стива» Тревора от атаки Парадемона над островом и отводит его в реабилитационную палату, где он полностью восстанавливается с помощью пурпурного луча исцеления. Тем не менее, по законам города, Стив попадает в заключение под стражу, потому что он своим присутствием нарушает кардинальный закон о людях на Райском острове, несмотря на то, что Стив настаивал на том, чтобы предупредить остальной мир о вторжении Парадемона. Позже Диана сочтёт это предзнаменованием для своей великой миссии по защите мира и поможет Стиву сбежать. Во время побега их перехватывает королева Ипполита, мать Дианы, и требует повторного заключения Тревора. Диана бросает ей вызов и борется с ней. Королева предупреждает её, что если она покинет остров, то больше она никогда не ступит больше на остров и не взойдёт на трон. Диана принимает решение покинуть остров и отбывает на лодке со Стивом к человеческой цивилизации. В Вашингтоне, округ Колумбия, Этта Кенди берет её и Стивена к доктору Джулии Капательис. Принцесса также встречает дочь Джулии Ванессу, которая начинает ревновать к ней, поскольку её мать стала уделять Диане больше внимания, чем ей. Со временем, Амазонка продолжает защищать мужской мир, как супергерой, под кодовым названием «Чудо-женщина».
Пять лет спустя Диана встречается со Стивом, Джулией и Эттой в недавно отстроенном Зале правосудия, где Джулия просит Диану помочь найти Ванессу, которая намеревается продать артефакт, который она украла у начальника Джулии, Вероники Кейл, на доктору Яд. Вместе с Тревором и Джулией, Чудо-женщина срывает сделку и сталкивается с солдатами доктора Яда и их надзирателем Гигантой. Во время схватки Гиганта вводит себе таинственную улучшающую сыворотку, чтобы поддержать себя для реванша с Дианой, но в конечном итоге потерпела поражение. Тем временем Джулия смертельно ранена во время перестрелки между Стивом и пехотинцами. Яд сбегает с артефактом. Ванесса обвиняет Диану в смерти её матери и покидает место. После этого Яд и Кибер завербовали её для эксперимента, который превращает её в Серебряного Лебедя.
С помощью стелс-истребителя, предоставленного Эттой, Диана и Стив находят Доктора Яд в Кураке, но сталкиваются с трансформировавшейся Ванессой. Чудо-женщина быстро побеждает Серебряного Лебедя, но, тем временем, Доктор Яд убегает с прототипом биологического оружия. Диана и Стив доставляют Ванессу без сознания в Cale Pharmaceuticals, где их встречает Вероника Кейл, которая проводит обследование Лебедя. В ходе обследования выясняется, что она заражена техноорганическим вирусом, который трансформирует её тело всё обширнее, что приведёт к смерти. Диане приходит в голову мысль, что использование пурпурного исцеляющего луча, который когда-то спас Стивена, может спасти и Ванессу, но она не помнит местонахождение Темискиры из-за мистической меры безопасности, которая мешает другим найти его. Вероника показывает им офис Джулии, которая также искала Темискиру в качестве любимого проекта. Изучив записи Джулии, они обнаруживают, что Чудо-женщина должна испить воду из фонтана, расположенного в храме Пасифая, чтобы узнать об этом месте.
Диана, Стив и Этта отправляются в храм, где их уже поджидает Гепарда, которая работает на организацию, известную под именем Villainy Inc., во главе которой стоят Доктор Яд и Доктор Кибер. В то время как Стив и Этта входят в храм, Гепарда принимает таинственную сыворотку, похожую на ту, что принимала Гиганта, которая дает ей улучшенные физические свойства, соответствующие Амазонке, но делает её более похожей на животное. Стив и Этта входят в лабиринт, где им противостоит Минотавр, которого они используют, чтобы прорваться через лабиринт. Чудо-женщина использует свое лассо истины, чтобы обезвредить Гепарду, и направляется к своим друзьям в центр лабиринта, где пьет пророческую воду. После получения ярких видений она обнаруживает, что Минотавр снова начинает шевелиться. Понимая, что существо зачаровано, чтобы защитить фонтан, Диана уничтожает его; это освобождает Минотавра, после чего Стив даёт ему имя «Фердинанд».
Диана, Стив и Этта возвращаются в Cale Pharmaceuticals, где начинают искать разгадку к видениям Амазонки. Там Вероника сообщает им, что Villainy Inc. похитила инженерные разработки её компании, чтобы модифицировать её для усиления силы и создания технологии, которая создала Серебряного Лебедя. Используя информацию Дианы из видений, Вероника определяет точное местоположение Темискиры, но эта информация перехватывается доктором Кибером, который показывает, что их истинное намерение состоит в том, чтобы украсть технологию амазонок для получения прибыли. Кибер заставляет Серебряного Лебедя пробудиться и напасть на Амазонку, в то время как другие ищут выход из здания объятого пожаром, который был инициирован Кибер. Сражаясь с Ванессой, Чудо-Женщина вынуждена возвратиться в здание, чтобы спасти Стива, Этту и Веронику. Серебряный Лебедь пользуется моментом и улетает. Получив информацию, Диана, Стив и Этта отправляются в Зал правосудия для подготовки, а затем направляют свой самолёт-невидимку к Темискире.
Прибыв туда, они находят остров, который уже осаждает Villainy Inc. Серебряный лебедь выдвигается им на встречу, чтобы отвлечь героев под командованием Кибера. Затем Доктор Кибер и Доктор Яд раскрыли свое прототипное оружие — Медузу, возродившуюся и наделенную силой благодаря своей объединённой супер-науке. Однако Медуза отказывается подчиниться им и уничтожает автомат Доктора Кибера; Доктор Яд пытается спасти свою собственную жизнь, предлагая Медузе ту же загадочную инъекцию, которую принимали Гиганта, и Гепард, но Медуза просто превращает её в камень и забирает сыворотку. Достигнув монолитных размеров, Медуза начинает смертоносное неистовство, убивая и превращая в камни своим смертносным взглядом многочисленных амазонок.
Закончив с Ванессой, Диана бросается в бой с Медузой. Стив пытается помочь, но в итоге превращается в камень. Но затем внимание Медузы привлекает очнувшаяся Серебряный Лебедь. Воспользовавшись моментом, Чудо-женщина разрывает одну из её волос-змей. Медуза пытается заставить Ванессу смотреть на неё, но Диана не даёт ей этого сделать, тем самым спасая. Затем чудовище пытается уже заставить Диану встретиться с ней взглядом, но она использует яд змеи, чтобы ослепить себя, позволяя ей встретиться с Медузой в лоб. Медуза разбивает её о землю, но Серебряный Лебедь, наконец, движимая героическим самопожертвованием Дианы, бросается на её защиту, и, работая вместе, им удается убить Медузу и вместе с ней уничтожить её проклятие окаменения на Стиве и выживших амазонках. Ванесса и Ипполита примиряются с Дианой, и все пораженные исцеляются фиолетовым лучом. После этого Королева объявляет Диану Чемпионом Темискиры и объявляет о своем решении снова открыть Райский остров для внешнего мира.
В сцене после титров, Чудо-женщина возвращается в Вашингтон и обвиняет Веронику, с тех пор выяснив, что она была вдохновителем и спонсором Villany Inc., и обратила Ванессу против Дианы, убив Джулию лично. Вероника признаётся в выдвинутом обвинении и самонадеянно заявляет, что она снова вторгнется в Темискиру, чтобы извлечь выгоду из технологии амазонок. Диана предупреждает её о том, что она будет иметь дело с ней, решившись на это, и бросает ей вызов, вонзив меч в стол Вероники перед уходом.

## В ролях
| Актёр             | Персонаж                            |
| ----------------- | ----------------------------------- |
| Розарио Доусон    | Чудо-женщина/Диана Принс            |
| Джеффри Донован   | Стив Тревор                         |
| Мари Авгеропоулос | Ванесса Капателис/Серебряный лебедь |
| Мур, Эдриенн      | Этта Кэнди                          |
| Кимберли Брукс    | Гепарда Гиганта                     |
| Кортни Тейлор     | Доктор Яд                           |
| Зиммер, Констанс  | Вероника Кейл                       |
| Вардалос, Ниа     | Джулия Капателис                    |
| Дорн, Майкл       | Минотавр/Фердинанд                  |
| Саммер Кри        | Ипполита Медуза                     |
| Марно, Можан      | Доктор Кибер                        |

## Производство
В июле 2018 года в Сан-Диего Comic-Con был анонс фильма.
В июле 2019 года было объявлено, что Розарио Доусон будет озвучивать роль Чудо-женщины, и к ней присоединятся Джеффри Донован в роли Стива Тревора, Мари Авгеропулос в роли Ванессы Капателис / Серебряного Лебедя, Кимберли Брукс в роли Гепарды и Гиганты, Майкл Дорн в роли Фердинанда, Рэй Чейз в роли ведущего бандита, Можан Марно в роли доктора Кибера, Эдриенн Мур в роли Этты Кенди, Кортни Тейлор в роли доктора Яда, Ниа Вардалос в роли Джулии Капатель и Констанс Циммер в роли Вероники Кейл.

## Релиз
Фильм был выпущен в мировой прокат во время фестиваля New-York Comic-Con 5 октября 2019 года. Релиз в 4K Ultra HD и Blu-ray качестве состоялся 22 октября 2019 года.

## Рецензии
Сайт IGN дал оценку 6/10.